# Esporte Clube Juventude
Maillots
Actualités
Dernière mise à jour : 13 août 2025.
L'Esporte Clube Juventude est un club de football brésilien, basé à Caxias do Sul dans l'État du Rio Grande do Sul.

## Histoire
Le club est fondé le 29 juin 1913 par des immigrants italiens. C'était l'un des premiers clubs de football du Rio Grande do Sul. À peine un mois après sa fondation, le 20 juillet, la Juventude dispute son premier match contre le FC Serrano et s'impose 4-0. En 1919, la Juventude rejoint l'Association de football du Rio Grande do Sul. 
En 1920, le championnat de la ville de Caxias do Sul a été créé, organisé jusqu'en 1953, il a été remporté 24 fois par la Juventude. Le principal adversaire était le Gremio Esportivo Flamengo. Cette rivalité a duré jusqu'en 1971. A cette époque, le Brésil était en crise financière et à Caxias do Sul, les grands rivaux Flamengo et Juventude ont décidé d'une fusion en décembre 1971 pour former l'Associação Caxias de Futebol. Mais à l'instigation de la Juventude l'association s'est dissoute en 1975. Néanmoins, dans sa courte histoire, l'ACF est entré dans l'histoire car la rencontre contre le Gremio Porto Alegre en 1972 est devenu le premier match en couleur et en direct de l'histoire de la télévision brésilienne.
Flamengo s'est ensuite nommé Sociedade Esportiva e Recreativa Caxias do Sul et la Juventude a repris son nom d'origine.
En 1977-1979, la Juventude se qualifie pour la première fois pour participer au championnat national. En 1993, le partenariat avec la société italienne Parmalat augmente la capacité financière du club. Dès 1994, la Juventude a terminé deuxième au championnat d'État pour la première fois et à peine 18 mois après le début de la relation, la Juventude était également de nouveau au top au niveau national.
En 1998, la Juventude remporte le championnat de l'État du Rio Grande do Sul après une victoire 3-1 à domicile et un 0-0 au match retour contre le SC Internacional à Porto Alegre. L'année suivante, la Coupe du Brésil est amenée à Caxias do Sul. En finale, la Juventude a battu Botafogo. Ce succès qualifie le club pour la Copa Libertadores, mais il ne franchira pas le premier tour. En 1999, la Juventude est reléguée de Série A, mais un scandale secoue la fédération qui étend le championnat à 115 clubs et repêche la Juventude. Finalement la Juventude sera reléguée en 2007, le club tombera même en 2009 en Serie C puis un an plus tard en Serie D.
Le club reviendra en Série A en 2021 après 13 ans d'absence. A l'issue de la Série A 2022, la Juventude a terminé 20e et a été reléguée en Série B.

## Palmarès
- Coupe du Brésil (1) :
  - Vainqueur : 1999.

- Championnat du Brésil de deuxième division (1) :
  - Champion : 1994.

- Championnat du Rio Grande do Sul (1) :
  - Champion : 1998.

## Identité du club

### Logos

Depuis 1998.